# Передовик (Климівський район)
Передовик (рос. Передовик) — селище в Климівському районі Брянської області Російської Федерації.
Населення становить 8 осіб. Входить до складу муніципального утворення Митьковське сільське поселення.

## Історія
Населений пункт розташований у межах українського етно-культурного регіону Стародубщини.
Від 2005 року входить до складу муніципального утворення Митьковське сільське поселення.

## Населення
| 2010 | 2013 |
| ---- | ---- |
| 10   | ↘8   |